# Canindé (gemeente)
Canindé is een gemeente in de Braziliaanse deelstaat Ceará. De gemeente telt 77.552 inwoners (schatting 2009).

## Aangrenzende gemeenten
De gemeente grenst aan Tejuçuoca, General Sampaio, Paramoti, Caridade, Irauçuba, Sobral, Santa Quitéria, Mulungu, Aratuba, Itapiúna, Itatira, Madalena en Choró.

## Verkeer en vervoer
De plaats ligt aan de radiale snelweg BR-020 tussen Brasilia en Fortaleza. Daarnaast ligt ze aan de weg CE-257.

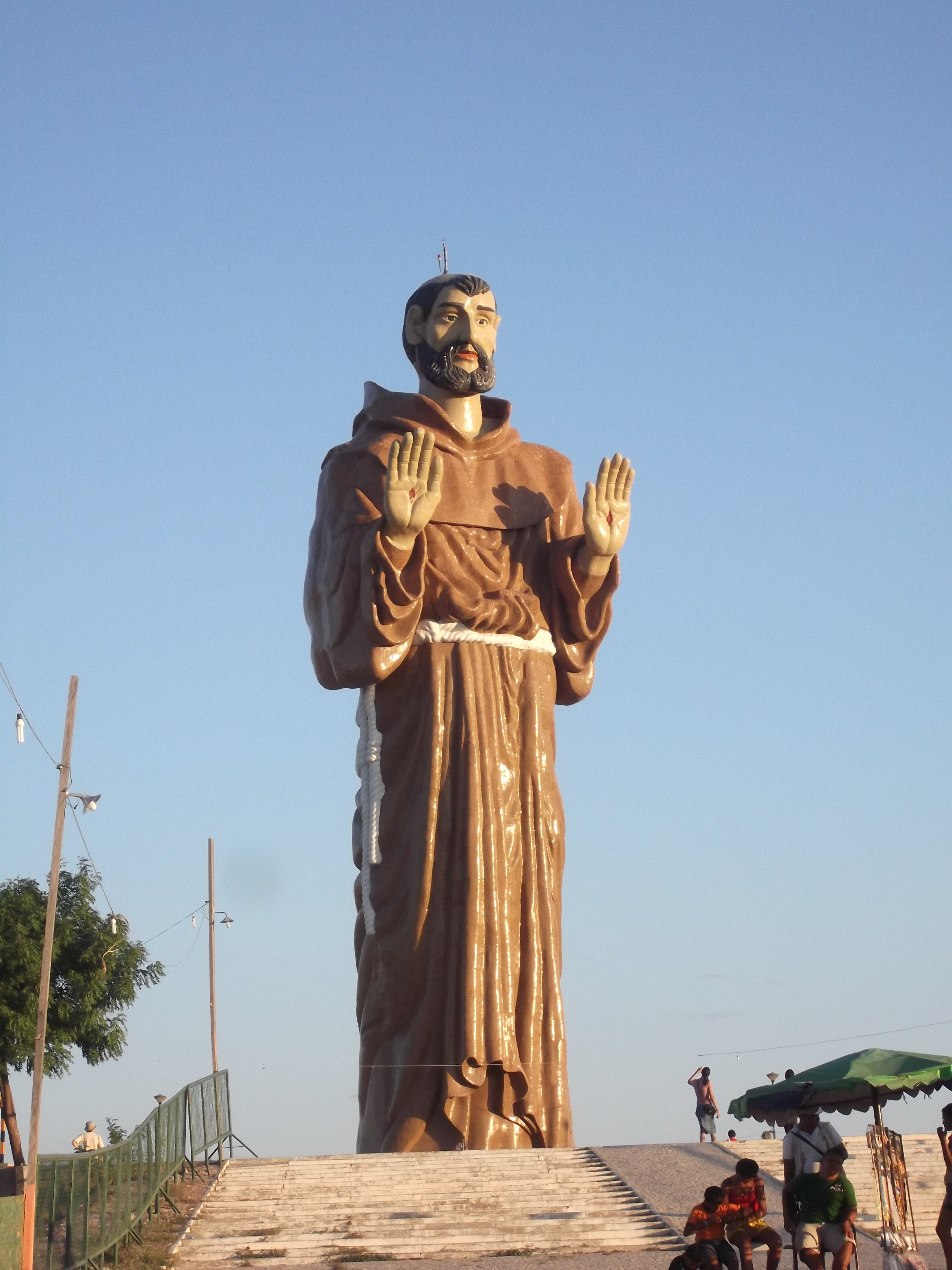
Standbeeld van São Francisco das Chagas in Canindé